# Rudolf von Rabatta zu Dornberg
Rudolf von Rabatta zu Dornberg gróf (1640 k. – Pozsony [?], 1688/1689), Dornberg bárója, Canal ura; németül: Rudolf Graf von Rabatta, Freiherr zu Dorenberg, Herr zu Canal. Stájerországi nemesember, a Habsburg császári haderő tábornoka, majd tábornagya, császári-királyi kamarás, az Udvari Haditanács tagja, hadügyi főbiztos (Generalkriegscommissar), egy vértesezred tulajdonosa. Részt vett a magyarországi török háborúkban és Buda 1686-os elfoglalásában.

## Pályafutása
Rudolf von Rabatta apja Anton von Rabatta gróf (1618 k. – 1648) volt, Gradiska császári helytartója. Családja az alsó-stájerországi Dornbergból származott (ma a szlovéniai Štajerska régióban lévő Trnovska Vas). Ifjúságáról nem található írott forrás. Közelebbről nem ismert időpontban lépett be a Habsburg hadseregbe. 1669. június 1-jén már ezredesként és egy vértesezred tulajdonosaként (Regimentsinhaber) említik. Ezredében kapott ígéretes tiszti állást az ifjú Enea Silvio Piccolomini sienai nemesember, később császári tábornok, az 1687–1689-es balkáni Habsburg-hadjáratok egyik vezénylő parancsnoka.
Rabatta 1673 októberében, a francia–holland háborúban 1000 lovassal a Rajna bal partján Koblenz ellen vonult. 1674. augusztus 26-án tábornokká (Obristfeldwachtmeisterré, kb. vezérőrnaggyá) nevezték ki. 1675 áprilisában Frankfurtban részt vett a birodalmi haditanács megbeszélésein. Júliusban két lovasezreddel a Badeni Őrgrófságban, a Rajna felső folyásánál, a Rench folyó mentén állomásozott, számos kisebb csatát vívott. Az év végén a Habsburg haderő vezérkarához kapott beosztást.
1681. október 30-án altábornaggyá nevezték ki. Az 1682-es felső-magyarországi magyar–török hadjárat alatt Bádeni Hermann őrgróf, az Udvari Haditanács elnöke őt jelölte ki, hogy egy császári hadtesttel mentse fel a Thököly emberei által ostromolt Kassát. (A város gyors elfoglalása és az Ibrahim budai pasa, szerdár által vezetett török haderő érkezése miatt ezt már nem tehette meg.)
1683 áprilisában, amikor a törökök Bécs ostromára vonultak, Rabatta altábornagyot a Bécs védelmére készülő Lotaringiai Károly herceg főseregének a jobbszárnyára osztották be. Május 7-én részt vett a köpcsényi főhadiszálláson tartott haditanácson. Június 1-jén Esztergom alatt harcolt. Július elején Mosontól keletre megütközött egy tatár sereggel, de július 7-én már Alsó-Ausztriába, Regelsbrunn (ma: Scharndorf) és Petronell környékére húzódott vissza. 1683. szeptember 12-én részt vett a Bécs felmentését eredményező kahlenbergi csatában, Sobieski János lengyel király seregének a jobbszárnyán. November 26-án lovassági tábornokká léptették elő. Decemberben Felső-Magyarországra vezényelték, ahol átvette a Trencsén és Eperjes között állomásozó császári csapatok parancsnokságát.
A törökök elleni 1684-es császári hadjárat kezdetén betegsége miatt szabadságolták, felgyógyulásáig morvaországi birtokain tartózkodott. A császári fősereg Budát ostromolta, de súlyos veszteségei miatt nehéz helyzetbe került. Lotaringiai Károly fővezér augusztus 11-ei, Lipót császárnak küldött jelentésében engedélyt kért a hadművelet leállítására. Károly ellenlábasa, Bádeni Hermann őrgróf, a bécsi haditanács elnöke a hadjárat folytatását kívánta, és Rabatta tábornokot küldte a helyszínre, hogy mérje fel a valós helyzetet. Jelentésében Rabatta a fősereg helyzetét súlyosnak, a hadvezetést erélytelennek, az aknaharcot hatástalannak írta le. A kitörő török csapatok pusztítják az ostromlókat és az ostromműveket, a csapatokat betegségek is tizedelik. Jelentése nyomán a Haditanács erősítést küldött, az ostromot még két hónapig folytatták, de a várat nem tudták bevenni.
1684 szeptemberében a Haditanács Rabatta tábornokot a felső-magyarországi hadsereghez küldte, Thököly portyázói ellen. 1685 januárjában Pozsonyban, január 25-én Lőcsén állomásozott. Augusztusban Lotaringiai Károly seregében részt vett Esztergom felmentésében. Az augusztus 16-án Tát mellett Sejtán Ibrahim pasa, magyarországi szeraszker ellen megvívott győztes csatában a balszárny első harcvonalában állt, II. Miksa Emánuel bajor választófejedelem parancsnoksága alatt, Mercy, Pálffy, Bielke tábornokokkal együtt.
Még abban az évben hadügyi főkomisszáriussá (főhadbiztossá) nevezték ki, feladata a hadrakelt hadsereg felszerelésének és élelmezésének a szervezése lett. A kinevezési okmányban így indokolták a személye melletti döntést: „Hadi főbiztossághoz több tehetsége vagyon, mint más parancsnoksághoz. Pontosan érti, hogyan kell gondoskodni egy hadsereg szükségleteiről.” A nagyszabású 1686-os hadjáratban, amely meghozta Budavár visszafoglalását a töröktől, a csapatok felszereléséről és élelmezéséről a tevékeny Rabatta tábornok gondoskodott „vezérhadbiztosként”, kiváló eredménnyel.
1687. január 25-én tábornaggyá nevezték ki. A bécsi Haditanács részére elkészítette az 1687-es hadjárat szervezési, költségvetési, ellátási tervét. Ebben az évben a császári seregek nagy jelentőségű győzelmeket arattak (nagyharsányi csata, Cserép, Szarvaskő, Sirok és Eger várainak bevétele, az Erdélyi Fejedelemség meghódoltatása). Rabatta tábornagyot május 25-én Buda katonai kormányzójává nevezték ki. Később Horvátország katonai kormányzója lett, azonban még 1688-ban (vagy 1689-ben), Pozsonyban elhunyt. Egy 1689-es oklevélben már „néhai főhadbiztosként” említik.

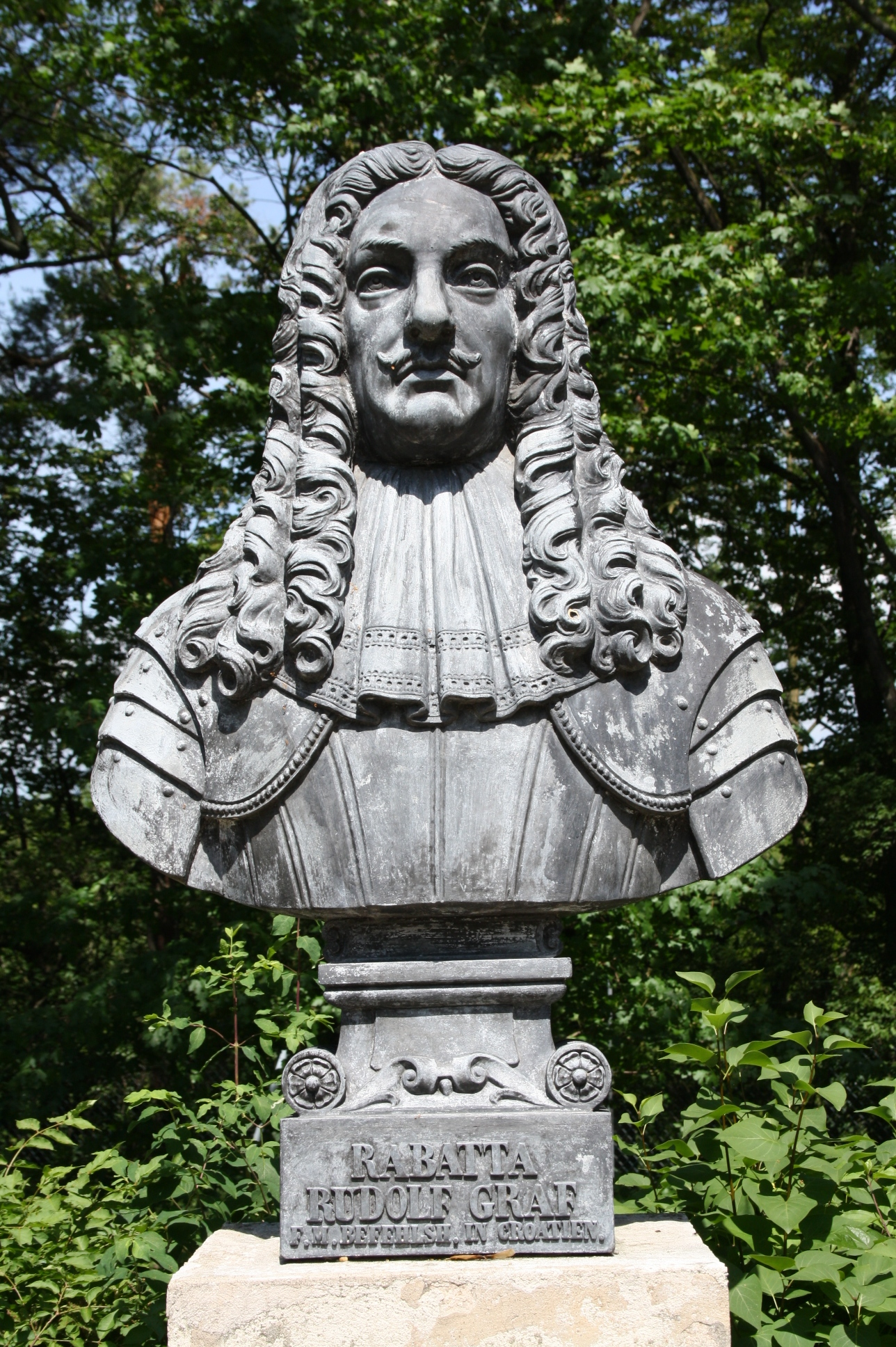
Mellszobra az alsó-ausztriai Heldenberg emlékhelyen